# Dolichopeza (Nesopeza) orchestes
Dolichopeza (Nesopeza) orchestes is een tweevleugelige uit de familie langpootmuggen (Tipulidae). De soort komt voor in het Oriëntaals gebied.